# Telepo
Telepo AB är ett mjukvaruföretag som förvärvades av Destiny 2021
Telepo är en europeisk mjukvaruleverantör för molnkommunikation som erbjuder Unified Communications-as-a-Service (UCaaS) och Fixed Mobile Convergence (FMC) plattformar till tjänsteleverantörer, mobiloperatörer och operatörer i hela Europa, Asien och Afrika. Telepo har förändrat kommunikationsmarknadens landskap i Norden genom att göra det möjligt för migrering från lokal växel till mobil UCaaS lösning genom att arbeta i partnerskap med några av världens mest framåtblickande telekommunikation bolag, till exempel Telia Company, Tele2, Soluno och Hi3G.
Telepo grundades 2004 i Stockholm av personer med bakgrund inom Hotsip, Ericsson, Gambro och Speed Venture. De tog fram en mjukvarurouter som hanterar mobiltelefoni, fast telefoni och datatrafik, vilket möjliggjorde att ett företags anställda kunde använda samma tjänster oavsett om de använder sin mobiltelefon, IP-nätet eller en traditionell företagsväxel för fast telefoni.
2014 köptes Telepo av det kanadensiska telekombolaget Aastra. I samma veva gick Aastra samman med Mitel.
År 2021 förvärvades Telepo av Destiny, ursprungligen en belgisk leverantör av säkra molnkommunikationslösningar för företag. 